# Amrit Mangat
Amrit Mangat (né c. 1953) est une femme politique de l'Ontario (Canada). Elle est députée libérale à l’Assemblée législative de l'Ontario de 2007 à 2018 et représente la circonscription de Mississauga—Brampton-Sud.

## Biographie
Mangat est née à Jagraon, en Inde. Ses parents sont originaires du Pendjab occidental mais ont été forcés d'émigrer lors de la partition de l'Inde en 1947. Elle étudie en Inde et obtient des diplômes en sciences politiques, en économie, en anglais et en éducation. Après avoir immigré au Canada en 1992, Mangat obtient sa certification de l’Ordre des enseignantes et des enseignants de l’Ontario. En plus d'enseigner, Mangat gère plusieurs petites entreprises. De plus, elle a récemment travaillé comme administratrice pour un cabinet d’avocats, aidant les nouveaux Canadiens à s’installer dans le pays.
Elle vit avec son mari Jaswant qui est avocat,.

### Carrière politique
En 2004, elle tente de se faire désigner comme représentante du parti libéral dans la circonscription fédérale de Brampton-Ouest, mais perd face à Colleen Beaumier. Lors des élections provinciales de 2007, elle se présente comme candidate libérale dans la circonscription de Mississauga—Brampton-Sud. Au cours de sa campagne, elle se prononce en faveur du maintien de l'hôpital Peel Memorial et se prononce avec ferveur contre la promesse des conservateurs de financer les écoles privées confessionnelles. Elle bat le candidat progressiste-conservateur Ravi Singh par 10 405 voix. Puis, elle est réélue en 2011 ainsi qu'en 2014.,
Au cours de son mandat au gouvernement, elle est nommée adjointe parlementaire pour plusieurs postes, par exemple pour les aînés et aux transports.
À partir de 2014, elle est l'adjointe parlementaire au ministre de l’Environnement et du Changement climatique.
Lors des élections provinciales de 2018, elle se présente dans la nouvelle circonscription de Mississauga—Malton et se classe en troisième place.